# Giuseppe Sposetti

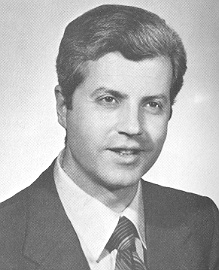
Giuseppe Sposetti

Giuseppe Sposetti (nascido em 2 de agosto de 1933) é um político italiano que serviu como deputado (1976-1983) e prefeito de Macerata por três mandatos (1967-1970, 1970-1975 e 1980-1981).